# Tanto va la gatta al lardo...
Tanto va la gatta al lardo... è un film a episodi del 1978 diretto da Marco Aleandri.

## Trama

### Episodi

#### Le tre verginelle
Da un manicomio criminale evade un feroce assassino che era solito stuprare e fare a pezzi le proprie vittime. A casa di tre sorelle, che hanno sentito gli allarmanti annunci alla radio, bussa un venditore ambulante che viene scambiato per l'evaso. Le sorelle avvisano la polizia, ma mentre aspettano l'arrivo degli agenti, decidono di concedersi al maniaco. Prima una, poi la seconda, mentre la terza si salva grazie all'intervento della polizia. Quando, però, si scopre che l'uomo non è l'assassino, ma solo un venditore opportunista, la terza sorella, che non ha perso la verginità come le altre due, impazzisce dalla disperazione e viene portata in manicomio dall'ambulanza che non ha fatto il viaggio inutilmente.

#### Fuga nella valigia
Una donna fa evadere di prigione il marito approfittando di un ricovero in ospedale per un intervento chirurgico. Lo nasconde dentro ad una valigia e lo trasporta sia in treno che in autobus. Per una circostanza sfortunata, viene scambiata la valigia che crea un po' di scompiglio nel paesino dei due coniugi, e la donna finisce a sua volta in arresto e... dentro la valigia.

#### Amore coniugale
Due coniugi sono così intenti a litigare e a denigrare tutti i membri delle rispettive famiglie da non accorgersi che è scoppiata la rivoluzione.

#### Processo per direttissima
Un tifoso napoletano, arrabbiato per la sconfitta della propria squadra del cuore, salito su un treno, entra in uno scompartimento dove vi sono cinque esponenti della migliore società: un magistrato, un generale, un prelato, una vedova altolocata e uno studente in legge. Fin da subito usa un linguaggio volgare e dei modi incivili irritando a tal punto i compagni di viaggio che questi decidono di "processarlo" e farlo arrestare per oltraggio. Quando, infine, credono che il reo sia fuggito eludendo la condanna scoppia il finimondo dove ognuno tira fuori il peggior linguaggio e i più pesanti insulti. Perfino il tifoso, appena rientrato, rimane inorridito e decide di andarsene.